# Bloomington (California)
Bloomington es un lugar designado por el censo ubicado en el condado de San Bernardino en el estado estadounidense de California. En el año 2000 tenía una población de 19.318 habitantes y una densidad poblacional de 1,246.3 personas por km². 

## Geografía
Bloomington se encuentra ubicado en las coordenadas 34°3′34″N 117°23′55″O / 34.05944, -117.39861. Según la Oficina del Censo, la ciudad tiene un área total de 15,5 km² (6 mi²), de la cual 15,5 km² (6 mi²) es tierra y 0 km² (0 mi²) 0.00% es agua.

## Demografía
Los ingresos medios por hogar en la localidad eran de $34,106, y los ingresos medios por familia eran $35,936. Los hombres tenían unos ingresos medios de $30,680 frente a los $20,606 para las mujeres. La renta per cápita para la localidad era de $10,953. Alrededor del 25.3% de la población estaban por debajo del umbral de pobreza.